# Guillaume Monge
Guillaume Monge ( ? - † 1er janvier 1142) fut moine, archevêque d'Arles (1138-† 1er janvier 1142) et légat du pape.

## Biographie
Guillaume dit le Moine fait partie d'un groupe de solitaires retirés dans une petite vallée isolée du Var, près du village actuel de Méounes. En 1136, ces ermites décident  de s'affilier au monastère de la Grande-Chartreuse en créant, grâce à une dotation de l'évêque de Marseille Raimond II de Soliers, la chartreuse de Montrieux, une des premières en Provence. 
Guillaume Monge est placé sur l'archidiocèse d'Arles en 1138 ou à la fin de l'année 1137 d'après l'historien Jean-Pierre Papon.  En 1139 le pape Innocent II le nomme légat pour juger le différend entre le chapitre d'Arles et les moines de Saint-Victor à propos des donations faites par Raimbaud de Reillanne à son ancienne abbaye, en particulier des églises situées aux Alyscamps. En 1141, à l'issue de l'instruction, Guillaume casse ces donations et rend les églises aux chanoines d'Arles. Il décède le 1er janvier 1142.

### Sources
- Jean-Maurice Rouquette (sous la direction de) - ARLES, histoire, territoires et cultures - 2008
- Jean-Pierre Papon - Histoire générale de Provence - 1778